# Aganisia
Aganisia é um género botânico pertencente à família das orquídeas (Orchidaceae). Foi proposto por John Lindley, em Edwards's Botanical Register 25: Misc. 46, em 1839. A espécie tipo é a Aganisia pulchella Lindley O nome do gênero vem do grego aganos, de aparência agradável.

## Distribuição
Trata-se de gênero monotípico, epífita, de crescimento escandente, que habita as florestas tropicais úmidas da Amazônia, no Brasil, Venezuela e Guiana.

## Descrição
Seu rizoma é longo, escandente e coberto de bainhas espaçadas. Possui pseudobulbos fusiformes, unifoliados, inicialmente ocultos pelas bainhas basilares. As folhas são oblongo-lanceoladas, herbáceas. A inflorescência é basal, emergente da axila da bainha que guarnece o pseudobulbo, ereta, ou arqueada com aproximadamente comportando em média quatro flores.
As flores apresentam cor esbranquiçada nas sépalas e pétalas combinando com o labelo amarelado com base avermelhada. As sépalas são elíptico-lanceoladas, a dorsal um pouco mais curta que as laterais; as pétalas do mesmo formato que as sépalas porém um pouco mais largas e labelo trilobado,  lobos laterais pequenos posicionando-se de forma erguida junto à base e abrigando entre eles uma calosidade em forma de crista e o central amplo, ovalado e dobrado para baixo.